# Bror Wallin
Bror Samuel Theodor Wallin, född 16 februari 1864 i Söderby Karl, Stockholms län, död 28 juni 1910 i Uppsala, var en svensk teckningslärare, akvarellist och glasmålare.
Han var son till folkskolläraren Johan Fredrik Wallin och Johanna Selling och gift med Helfrid Viktoria Thimgren. Efter att Wallin avlagt folkskollärarexamen i Uppsala 1884 studerade han vid Tekniska skolan i Stockholm 1889–1891 och 1893–1894 där han avlade en teckningslärarexamen. Han var elev vid Svenska glasmåleriateljén i Göteborg 1891–1893. Efter att han arbetat som folkskollärare och teckningslärare vid olika skolor fick han en ordinarie tjänst vid Uppsala högre allmänna läroverk 1906. Som glasmålare har han utfört fönstermålningar till bland annat Uppsala domkyrka och Oscar Fredriks kyrka i Göteborg. Wallin var representerad med akvareller vid utställningen Upland i konsten före 1900 som visades på Östgöta nation i Uppsala 1943. 